# الخضراء (الحديدة)

تعديل مصدري - تعديل

الخضراء هي إحدى قرى مديرية برع، التابعة لمحافظة الحديدة اليمنية، بلغ تعداد سكانها 1130 نسمة حسب الإحصاء الذي جرى عام 2004.